# Глоб (Аризона)
Глоб (англ. Globe) — город в США. Административный центр (1881) округа Хила штата Аризона.
Находится в восточно-центральной части Аризоны. Расположен вдоль ручья Пинал-Крик в предгорьях между горами Пинал и Апачи. Майами, его город-побратим, находится в 6 милях (10 км) к западу. Глоб изначально был шахтёрским лагерем на пике Рамбоз и был перенесён на нынешнее место после открытия серебра в 1875 году в соседней индейской резервации Сан-Карлос. Основанный годом позже, город был назван в честь шарообразного куска высококачественного серебра. Не серебро, а медь, найденная под серебром, легла в основу экономического развития города и остается основным источником дохода. Другими видами экономической деятельности города являются фрезерование, лесозаготовка, скотоводство и туризм.
Неподалеку находится археологический парк Беш-Ба-Гова, где находятся руины доколумбовой культуры хохокам-саладо Беш-ба-гова (на языке апачи: «Место металла» или «Место твёрдого камня») и музей артефактов. Среди других интересных мест региона – Юго-западный археологический центр (в Хила-Пуэбло), Национальный памятник и лес Тонто, озеро и плотина Теодора Рузвельта (1911 г.), озеро Сан-Карлос и плотина Кулиджа (1929 г.), а также каньон Солт-Ривер. Инкорпорирован в 1907 году. Население: (2000 г.) 7486 человек; (2010 г.) 7532 человека.
| 2010[…] | 2020  |
| ------- | ----- |
| 7532    | ↘7249 |